# Gilletinus flavocastaneus
Gilletinus flavocastaneus är en skalbaggsart som beskrevs av Lea 1924. Gilletinus flavocastaneus ingår i släktet Gilletinus och familjen Bolboceratidae. Inga underarter finns listade i Catalogue of Life.